# めっき技能士
めっき技能士（めっきぎのうし）とは、国家資格である技能検定制度の一種で、都道府県職業能力開発協会（問題作成等は中央職業能力開発協会）が実施する、めっきに関する学科及び実技試験に合格した者をいう。

## 概要
めっき作業に必要な技能を認定する国家資格(名称独占資格)である。
技能検定試験においては「電気めっき作業」、「溶融亜鉛めっき作業」に分かれる。
等級には、1級～3級(3級は電気めっき作業のみ)まであり、それぞれ上級技能者、中級技能者、初級技能者が通常有すべき技能の程度と位置づけられている。
なお職業能力開発促進法により、めっき技能士資格を持っていないものがめっき技能士と称することは禁じられている。
また、めっき技能士は、職業訓練指導員 (金属表面処理科)の実技試験免除資格になっている。

## 実技作業試験内容

### めっき(電気めっき作業)
- 1級

1. 鋼板にニッケル・クロムめっきをする。
2. 鋼板に亜鉛めっき・クロメート処理を行う。
3. 不調めっき液を分析調整し、ハルセルテストを行う。

試験時間＝2時間40分
- 2級

1. 鋼板にニッケル・クロムめっきをする。
2. 鋼板に亜鉛めっき・クロメート処理を行う。
3. 酸及びアルカリの中和滴定を行う。

試験時間＝1時間55分
- 3級：めっき電流の計算、ニッケルめっき浴のpHの測定及び鋼板へのニッケルめっき作業を行う。試験時間＝35分

### めっき(溶融亜鉛めっき作業)
- 1級

1. 遊離塩酸濃度の測定及び指定の濃度にするための塩酸補給量の算出を行う。試験時間＝30分
2. 試験片の溶融亜鉛めっき処理、付着量の制御、直接法での付着量測定及び付着量グラフの作成を行う。試験時間＝1時間15分
3. 間接法による付着量試験、膜厚測定及び密着性試験を行う。試験時間＝1時間15分

- 2級

1. フラックス液の比重測定及びその濃度の算出を行う。試験時間＝30分
2. 試験片の溶融亜鉛めっき処理及び直接法での付着量測定を行う。試験時間＝1時間15分
3. 見本試験片の判定及び製品の仕上げを行う。試験時間＝4分及び40分